# Pelece
Pelece (in greco antico: Πήληκες?, Pélekes) era un demo dell'Attica. Essendo associato ai demi di Eupiride e Cropide in una comunità religiosa probabilmente si trovava vicino ad essi e quindi a nord dell'Egaleo, forse presso la moderna Chassia (e non vicino a Belikas, come si credeva nell'Ottocento).